# ゴースト・ストーリー
『ゴースト・ストーリー』（原題：Ghost Story）は、1981年制作のアメリカ合衆国のホラー映画。
ピーター・ストラウブの同名小説を原作に『キャリー』のローレンス・D・コーエン（ラリー・コーエンとは別人）が脚本を執筆、ジョン・アーヴィンが監督し、フレッド・アステア、メルヴィン・ダグラス、ダグラス・フェアバンクス・ジュニア、ジョン・ハウスマンの4大ベテラン俳優が共演した。特殊メイクはディック・スミスが担当した。
日本では劇場未公開で、1993年2月21日の「日曜洋画劇場」で「ゴースト殺人事件/黒衣の死美人」のタイトルでテレビ放映された。

## あらすじ
ニューイングランドのある町の市長ワンダリーの息子デヴィッドが、ニューヨークの自宅アパートから転落死した。これをきっかけに、ワンダリーとその友人である医師や弁護士の周りで奇怪な出来事が次々と発生する。
一方、デヴィッドの弟ドンは勤務する大学でアルマという美しい女性と知り合うが、それを境に彼の周りでもまた奇怪な出来事が次々と発生する。
不審に思ったドンは調査を進めるうちに、父とその友人たちが若い時分に起こした忌まわしい事件を知る。

## キャスト
| 役名                               | 俳優                               | 日本語吹替 |
| ---------------------------------- | ---------------------------------- | ---------- |
| リッキー・ホーソン                 | フレッド・アステア                 | 内田稔     |
| ジョン・ジャフリー                 | メルヴィン・ダグラス               |            |
| エドワード・チャールズ・ワンダリー | ダグラス・フェアバンクス・ジュニア |            |
| シアーズ・ジェームズ               | ジョン・ハウスマン                 | 富田耕生   |
| ドン/デヴィッド・ワンダリー        | クレイグ・ワッソン （二役）        | 大塚芳忠   |
| エヴァ・ガリー/アルマ・モブリー    | アリス・クリーグ （二役）          | 高島雅羅   |
| ステラ・ホーソン                   | パトリシア・ニール                 |            |
| ハーデスティ保安官                 | ブラッド・サリヴァン               |            |